# 忘却の旋律
『忘却の旋律』（ぼうきゃくのせんりつ、THE MELODY OF OBLIVION）は、GJK（GAINAX・J.C.STAFF・KADOKAWAとの共有聯名）原作によるメディアミックス作品。漫画とアニメで展開され、アニメ版をベースとしたゲームボーイアドバンス用のゲームも発売された。

## 概要
本作品は、モンスターとの戦争に敗れ、モンスターに支配されるようになった世界で、モンスターに抵抗しこれと戦うメロスの戦士（「メロス」とは「旋律」という意味のギリシア語）となった主人公・ボッカの冒険を描く作品である。
本作品には片倉真二による漫画版とGAINAX&J.C.STAFFによるアニメ版があり、漫画版は2002年5月号から2005年1月号まで「月刊少年エース」にて連載され、アニメ版は2004年4月6日から同年9月21日までTBSにて全24話が火曜日26:54から放送された後、BS-iやアニマックスでも放送された。
なお、アニメ版と漫画版はそれぞれ基本設定のみを共有した別作品となっている。

## 漫画
漫画版は、ストーリーの序盤と中盤以降で雰囲気が大きく変わっているのが特徴である。ストーリー序盤ではミステリアスな作風を強調し、モンスターという人類の敵に支配される不条理、そこから生じる人間の屈折や衝突といった、ネガティブな作風であった。しかし、次第にギャグや登場人物間でのテンポの良い会話が目立つようになり、中盤からは先人から次代への継承、境遇や種族を超えた友情、絆がメインとなっており、終盤に至っては「感情と信念さえあればすべて乗り越えられる」とも言える、熱血ストーリーに変化している。
作風の急変は作者自身も理解していたらしく、単行本最終巻でメデューサを「まるで方向性が決まらず、なんとなく怖いモンスターという程度にしか出せなくて、とても辛い時期でした」と語っている。

### 用語
メロスの戦士
忘却の旋律によって戦士の力を得た者達の総称。
左肩に紋章が浮かび、それに矢を当てる事でモンスターさえも倒す強大な攻撃力を付加させる事が出来る。他にもその力を障壁として展開したり、柔らかい物に力を通わせて矢の代用にする事も出来る。またその全ては超人的な身体能力を持っているが、それが付加されたものなのか、はたまた個人が鍛え上げたものなのかは不明。
その殆どは人間であり、その立場上モンスターを全滅し、人類に自由を取り戻す事を使命としている。だが中にはメロスと同じ力を持つモンスターも存在しており、その力の根源や性質は謎に包まれている。
戦士の力
メロスの戦士が持つ力の総称。
矢に強大な攻撃力を付加し、保有者にも様々な恩恵を与える謎の力。モンスターを滅ぼす事が出来る力と目されているが、モンスターの中にはこの力を持つ者も存在しており、強い意志を持つ者に現れ、強大な戦闘力を与えるという事以外は謎に包まれている。またこの力を持つ者は忘却の旋律と呼ばれる少女の幻を見る様になる。強大な力を得た副作用と見られているが、戦いの中では「この少女の本体を見つけられれば、モンスターは全て滅び、人間は救われる」という伝説があり、人間・モンスターを問わず、多くはそれを信じている。
メロスの幻獣
覇王のメロスを持つメロスの戦士が強く力を放った際に出現する、竜に似た獣の総称。
いわゆる必殺技の様なもので、メロスの戦士の大技の一つである。必然的に威力に比例してその大きさが決まり、場合によっては複数出現する事もある。個々に名前があるらしく、芹名ボッカはナイトエラン、黒船バラードはデスシャドウと自身の幻獣をそう呼んでいる。
覇王のメロス
突出した力を持つ戦士の力の総称。
「稀代の激情」とも称され、強い意志を持つメロスの戦士達の中にあって、特に強い意志を持つ者にのみ発現する。モンスターキングはヤブサメ以上に、この力を持つメロスの戦士を危惧していたという。
アイバーマシン
メロスの戦士が乗る、獣を象った大型バイク。
超人的な能力を持つメロスの戦士の乗物として人類の英知の全てが叩き込まれたスーパーマシンであり、通常では考えられない出力と性能を持つ。またある程度の自我を持つらしく、搭乗者とは対話が可能。しかし中には人間の姿に変じ、同等以上の知能と会話能力を持つ特別な機種、「ユニコーンシリーズ」というアイバーマシンも存在している。黒船バラードは「ジャガーの太陽号」、遠音は「スカイブルー」を駆る。芹名ボッカも「エラン・ヴィタール」に乗るが、こちらは単に「アイバー」と呼ぶこともある。
モンスター
20世紀に突如として現れた、異形の怪物達。
いかなる武器をもってしても及ばない能力を持っており、また人間を主食とし、人間を支配する為に人類に対して侵略を行った。それに抗うかの如くメロスの戦士は出現したが激戦の末に敗北し、現代社会はモンスターが影から人類を操っている。当初は作風の面からホラーで理解し難い怪物として登場したが、後にその力を放蕩と振り回すトンチキ集団となった。
傾向として視覚的に認識しやすい物質干渉能力に偏っており、戦士の力のような超能力以外にも中性子線・超振動波・超高熱といった不可視的なエネルギーでもダメージが与えられる。最高の防御力を自負する鉄壁のタロスですら、中性子爆弾の直撃には無傷では済まない様子。
その正体は、モンスターキング・ココによって蘇生・強化された人間達であった。本来のモンスターとは18世紀にココが住む国を襲った、当時のモンスターキングである、年老いたメロスの戦士に率いられた人外の姿をした化物だった。それらに人間達は殺されたが、ココのみがそれに生き残り、モンスターキングを含めた全てのモンスターを全滅させた。しかしそれに伴ってココは忘却の旋律を見られなくなり、そこでココは「もう一度戦争を起こせば会える」と考え、故郷の死者達をモンスターとして蘇生し、再び戦争を起こした。モンスターの中に戦士の力を持つ者がいるのは、生前がメロスの戦士だった者も蘇生している為である。
モンスターキング
モンスター達を支配する謎の存在。
人間達の前には一度として姿を見せた事が無く、モンスター達ですら20世紀戦争の後には一度も見た事が無く、その謁見はネビロスのみが認められていた。しかし実際はどこかへ姿を眩ましており、ネビロスはモンスター軍の統率を乱さない為にそれを誤摩化していた。だが何十年も続くそれにモンスター大幹部達は不信感を抱き、モンスター達を内部分裂させる原因となった。
モンスター大幹部
モンスター軍を管理する、13体の強力なモンスター達の総称。
中には序列が存在しており、その多くは実力に比例しているが中には知能や功績によって序列を得た者も存在している。大幹部の一人であるホルが抜けた為、本来13匹だった大幹部は12匹となっている。
忘却の旋律
メロスの戦士にのみ見える謎の少女の幻。
戦士の力を得た副作用とされているが、「世界の何処かにいるこの少女の本体を見つけられれば、モンスターを全滅させて人間は自由を取り戻す」という伝説がある。その姿は黒船バラード達が戦場で保護した少女、アリスと全く同じだが、それについては謎に包まれている。
その実態は、何らかの支配によって自主性が封じられ、抜け落ちた人間の意思の集合体であった。そしてその一端は、人々が自主性を失う程の支配の中にあって意思を失わなかった、強い意志を持つ者に与えられる。なので忘却の旋律は自身を「抜ければ集まる、求める者には与える、それを繰り返すだけの存在」と称している。本体はてるてる坊主にも似た小さな人型であり、CDの上に立った姿で現れる。人間に宿り、その意思を奪って肉体を操る事も可能で、忘却の旋律自身が強い力を放つ際はある程度成熟した人間に宿る必要がある。
ヤブサメ
人類がモンスターを滅ぼす為に開発した最終兵器。
その実態は左右にスピーカーを備えたCDプレイヤーに似た人工衛星であり、宇宙から強力な砲撃を放つ衛星兵器である。その操作は音声による命令でなされ、その声は月ノ森小夜子のものに限られている。ダイダロスは「強大ではあるが人類がその命運を賭けるには単純過ぎる兵器」と称しており、本来は別の使い道があるのではないかと推測している。
本来の用途とは「忘却の旋律の増幅器」としてのものだった。機内でアリスに宿り続けている忘却の旋律の力を増幅し、地球全体にその力を及ばせ、素養のある人間全てをメロスの戦士に覚醒させる、それがヤブサメに隠された本来の機能であった。
鏡の国のラビリンス
200年以上昔から存在している鏡を出入り口とする謎の世界。
一切の常識・法則が存在しない摩訶不思議な空間であり、あちらこちらに扉が点在している。その扉はまた別の世界と繋がっており、そこには何の脈絡もない。モンスター達はここを故郷としており、「気付いた時にはここにいた」らしい。

### 登場人物

#### 人類側
芹名ボッカ（せりな ボッカ）
本編の主人公。メロスの戦士に憧れていた。自分に力が無いことを嘆いたときにメロスの戦士に覚醒した。前半では憧れのメロスの戦士になれたことに興奮する場面もあるが、中盤以降ではメロスの戦士として自覚し始める。師である黒船の死がきっかけで一時はメロスの戦士の力が使えなかったこともあったが、それをも乗り越えて、モンスター側に渡った軍事衛星ヤブサメを止めるべく宇宙へとあがる。
月ノ森小夜子（つきのもり さよこ）
黒船を慕う少女。いつも両手首に鎖をつけているが、その鎖にはいろいろと能力がある模様(黒船の位置が分かる、鎖を伸ばせるetc)。その能力ゆえにモンスターに狙われたことがある。だが、なにより重要なのは彼女が軍事衛星ヤブサメが認めたただ一人のオペレーターであることだった。それゆえにモンスターにさらわれる。そこで彼女は『忘却の旋律』と対面する。
黒船バラード（くろふね バラード）
小百合を師と仰ぎ、ボッカの師であるメロスの戦士。ホルとは何らかの因縁がある様子。その実力は数少ないメロスの戦士の中でも有数の実力の持ち主。彼が鍛え上げればただの石も宝石へとなるとモンスター側に恐れられているほど。軍事衛星ヤブサメのパーツを死守せんとその身を犠牲にして死亡。だが、ボッカとココとの戦闘を前にネビロスが己の身を犠牲に魂を召喚しボッカと対面、活を入れて立ち上がらせる。
ツナギ
アイバーマシンの開発者。芹名ケイの師匠で、ハッキングなどにも詳しい。アニメ版では第二話からしばらく姿を消す。
作者によると、28章に登場する顔文字はあやしいわーるどに由来、「ハッキングプログラム アリス＝リデル」はアリス・リデル (日本の人物)に由来している。
遠音（とおね）
メロスの戦士。当初はボッカより強かったが中盤以降では敵に脅えるなど、戦力外になった。
音無 小百合（おとなし さゆり）
黒船がメロスの戦士になりたて当時のメロスの戦士。自分についてくる黒船をバシバシ鍛え上げた。ホルと戦い敗北（ホルに一対一なら負けていたかも言わせるほどの実力）。終盤、黒船と共にネビロスの手で魂が一時復活。満身創痍となって泣きじゃくる遠音の身体に乗り移りヘカーテを倒す。
月ノ森司令（つきのもりしれい）
小夜子の父。娘につく男を抹殺せんと何かしらの書物（殺害方法が載っているものetc）を読んでいる。
レオナルド＝カーチス
小百合と同じ頃の元メロスの戦士。当時の戦いが原因で体の半分を機械化している。最終決戦ではその身にムチをふるって戦いに参加する。
山田トメ（やまだ トメ）
カーチスの車椅子を押し、さらに手話を通訳する看護婦。

#### モンスター側
アルフレッド＝ココ
現在のモンスターキング。ギターに化けることも可能（肉体はすでに滅びているため、ギターが本体）。元々はメロスの戦士であり、『忘却の旋律』に対して異常なまでの執着を見せる。彼女に会おうと当時のモンスターキングを倒すが、彼女は見えなくなる。そして戦争を起こせば『忘却の旋律』に会えると考えモンスターキングとなる。人間だったころから最強の戦士とうたわれており、その実力は不動を瞬殺し、戦いを経て力を増したボッカさえも圧倒した。最後は黒船の憑依したボッカとの肉弾戦の末、大気圏に突入し敗北。ギターはタロスが所持するようになる。
ネビロス
モンスター大幹部第1位で、通称「ネビロス元帥」。
モンスター軍の最高位として大幹部を含めるモンスター達を操っていた。しかしそれは不在のモンスターキングに代わっての独断であり、それに思い至ったソロモン達の離反によって重傷を負い、一時姿を消していた。だがそれによってモンスターとなる前の記憶を取り戻し、モンスターキングを止める為、自分の命と引き換えに黒船と小百合の魂を一時現世に戻す。それは自身が強力な悪霊使いという生死に関する能力の持ち主であったためである。天国の門番とは知り合い。
作者によると「何か強そうなの」という事で生み出されたキャラクター。
生前はココの教育係を勤める執事であり、ココが持つ心の歪みは自分の行き過ぎた教育のせいだと思っている。
ホル
元モンスター大幹部第2位で、通称「奏王ホル」。
モンスターにも関わらず、戦士の力を持っている唯一の存在。かなりマイペースで自分本位な性格をしており、モンスターキングになって自分が世界を支配する為にモンスター軍を離脱。ロード＝ポリスやロキ、タロスを配下として第三勢力を設立し、人間側と手を組んでソロモン達と戦う。エピローグではモンスターキングとなるが、事務仕事だらけの生活にうんざりしており、別の誰かに押し付けたいと思っている。しかもココを倒す際にメロスの戦士が大増員された為、常に追い立てられる生活をしている。
生前はココと並ぶ強力なメロスの戦士だった。モンスターとなったホルが戦士の力を持つのも、生前がメロスの戦士であった為である。
ソロモン
モンスター大幹部第3位で、通称「聖帝ソロモン」。
卓越した剣の使い手であり、空間さえ切り裂くことができる。長い間モンスターキングが姿を見せなかった事でモンスターキングが死んだと推測し、自身も含めてほぼ半数の大幹部達と共に反乱を起こし、自分達が世界を支配しようと動き出す。その後はダイダロスと並ぶモンスター大幹部達のリーダーとなっており、メロスの戦士達を滅ぼした後は地球の北半球を支配下とする事になっていたらしい。ヤブサメに乗り込んで忘却の旋律をアリスごと葬ろうとしたが、姿をあらわしたモンスターキングによって殺される。そして再度殺されてなお、覇王のメロスに操られて戦わされる事となる。
作者曰く「勢い余った出木杉君」。
生前はココの故郷に所属する軍人だった（陸軍中尉）。現在着ている軍服はその頃の物であり、胸ポケットには証明書が入っている。モンスターとしての死後は竹刀を持った剣道着の少年に転生した模様。
ロキ
モンスター幹部第4位で、通称「銀断のロキ」。
ロンゲにジーパンのフランクな服装をした優男だがやたらと気が短く、理解が及ばない事があると即座にキレ、また戦闘を見かければハイになってそれに乱入するはた迷惑な男。背中から伸縮自在の帯型刃を伸ばし、また体から分化して作った紙を折り、それに戦闘力を付加する能力を持つ。ソロモンの反乱の際には少数派であったタロスの方についた為、ソロモン陣営に加わらなかった。デュラン=バランとフェニックス率いる軍団との500対2の大喧嘩の中でエキサイトしすぎて致命傷を負ったため、二人を道連れに死亡。
作者によると、「忘却の旋律」という作品が登場人物達がテンションのままに暴れ回る熱血ストーリーに変貌したのは、このキャラクターが切っ掛けとなったらしい。
生前はなぜかやたらとコックリさんでナンパをする貴族の少年だった。またモンスターとしての死後は人間の子供に転生し、生前がフェニックスであろう少年と体験版のゲームで格闘していた。
ヘカーテ
モンスター幹部第5位で、通称「獣神ヘカーテ」。
一見すると黒いドレスを着込んだ貴婦人だが、その本性は非常に残忍な性格で極度のサドであり言動は下品。巨大な有翼のライオンに変ずる能力を持っており、その姿での戦闘力はタロスを喰らい、戦士陣営を追い詰めるほど。しかし小百合の魂を宿した遠音によって撃ち抜かれ、死亡する。
作者によると「貴婦人がキレたら怖そう」という発想から生まれたキャラクターで、獣に変身するのは「貴婦人って大きな獣を飼ってそうだから」らしい。
生前は不明だが、モンスターとしての死後は数匹の犬を飼うドレスの女性となっていた。
カルビン
モンスター幹部第6位で、通称「知鍵師（ちけんし）カルビン」。
腕や指先を鍵に変容させ、暗号から太平洋プレート、失われた記憶まであらゆる物を「開く」能力を持っている。モンスターには珍しく温厚な性格をしており、その強大過ぎる力を恐れた為に能力を封印しており、その封印として常に眼を伏せている。能力解放時には瞼を開き、顔を持つ瞳を覗かせる。その力は、自称とはいえ単身裏切っても大幹部を2、3人は道連れにできるほどだと言う。普段はボッカの学校の非常勤講師を勤めており、多くの生徒達から慕われている。モンスターキングに対して非常に強い畏怖を抱いており、一度は教え子だったボッカを裏切るが、その後のボッカや彼を助けようとする生徒達に感銘を受け、ボッカを助ける。
作者によれば、作者自身の「理想の教師像」らしい。元ネタは天使のケルビムとのこと。
エピローグでは念願がかなって学校の学年主任になっていた。
不動（ふどう）
モンスター幹部第7位で、通称「理力の不動」。
地蔵の姿をしており、また関西弁で喋る。異常なまでの守銭奴であり、それは生前も死後も変わらない。自身の体や触れた物を重くする能力を持つ。ボッカ達と一戦交え追い詰めるが海に落とされ敗北。復讐の為に鏡の国のラビリンスまで追ってきたが、ギターに化けていたモンスターキングによって殺される。
作者によれば「涼しげな外見に潜む冷徹な恐怖」を演出しようとしたが、見事に失敗したとのこと。
生前は偶然ココの国に立ち寄った旅の坊主だった。その頃から守銭奴だったらしく、モンスターに十文で見逃してもらおうとしたが、一両を渡す位なら死を選ぶらしい。死後はとある寺の子に転生したがやはり守銭奴は直らず、托鉢で得た金を株に回して儲けようとしていた。
デュラン＝バラン
モンスター幹部第8位で、通称「海王デュラン＝バラン」。
やたらと小柄で、自分の体の小ささに強いコンプレックスを持っている。なのでそれを指摘されると即座にキレる。フェニックスと共にロキに戦いを挑んだが、死ぬ間際のロキによって道連れにされて死亡。
生前は不明だが、モンスターとしての死後は太郎なる漁師の息子に転生している。小柄なのがコンプレックスなのは相変わらず。将来の夢は海賊王だとか。
名前の由来は、作者が名前を付ける際、「海王デュラン」と「海王バラン」のどちらを採用するか迷っていたところ、「くっつけちゃえばいい」と言われたことによる。
タロス
モンスター幹部第9位で、通称「鉄壁タロス」。そして自称「全生命体中最高の防御力を誇る、結構もち肌なお姉さん」。
自身の身体能力も優れているが、それ以上に一方向限定ながらも強固を極める障壁を発生させる能力を持つ。ソロモンによれば「戦闘力だけなら上級大幹部クラス」らしい。モンスターキングに忠誠と好意を抱いており、モンスターキングを裏切ったソロモン達を粛清する為にホルと共同、共に人間側と連携する。作末でボッカの母校の音楽教師となっており、その手にはギターの姿となったモンスターキングが握られている。
生前は史上初の女性騎士隊長として、メロスの戦士だったココやホルと共にモンスターと戦った。生前のクレイジー・スミスの姉で、騎士となる為の学費をロード・ポリスに援助してもらっていた。またモンスターキング（ココ）に好意を抱いているのは当時も同じらしい。
フェニックス
モンスター幹部第10位で、通称「不死身のフェニックス」。
とんでもない再生能力や、物質の温度を自在に操れるといった能力など色々考えられていたが、ストーリーの展開上目立った活躍をすることはなかった。だが戦闘力は高いらしく、多勢に無勢ながらもロキに致命傷を与えたらしい。そしてロキとは常に言い合っており、それは転生後も続く。バイオハザードをやり込み、ドラゴンクエストの新作を予約していたらしい。
生前は不明だが、モンスターとしての死後は「神鳥」という人間の少年に転生し、生前がロキであろう少年と体験版のゲームで（リアルで）格闘していた。
アレクス
モンスター大幹部第11位で、通称「Dr.アレクス」。
科学力に特化しており、様々な薬品を生成してそれを戦闘に用いる。実力に伴わない強過ぎるプライドと独善的な性格をしており、下位を蔑み上位を妬むタイプ。自分よりも下位のダイダロスには嘲られ、メデューサからは面と向かって「馬鹿」呼ばわりされている。黒船の死による失意のボッカを襲撃したが、ケルビンや同級生達によって立ち直ったボッカによって塵一つなく葬られる。作者によると「ボッカでも勝てそうなダメ幹部」という発想から生まれたキャラクター。
生前は不明だが、モンスターとしての死後は人間の少年に転生している。
メデューサ
モンスター大幹部第12位で、通称「市松（いちま）のメデューサ」。
一見すると和服に黒い長髪をした和風の美少女だが、度々首を胴体から外して弄んでおり死後は和人形のようになった。直視した対象を石化させる「キリングアイズ」という能力を持っている。自分なりに「誰もが幸せな世界」を模索しており、白夜岬に「人間はモンスターに最上級のもてなしを与え、その代償としてモンスターは人間に利益を与える」というモンスターユニオンを造っていた。「誰もが幸せな世界」への思いは本物であり、それを乱そうとする者には人間、モンスター問わず容赦はしないが、和を乱さない限りはたとえメロスの戦士だろうと敵対行動は取らない。最期は黒船に殺され、ヤブサメの最終パーツの在り処を聞き出された。登場エピソードではホラーや狂気的な面が強調されたが、後の回想場面では微妙に毒舌な天然ボケ少女として再登場している。部下との関係は良好。
生前は不明だが、モンスターとしての死後は石材店の娘に転生し、不気味な石像を作っている。
ダイダロス＝芹名ケイ（せりな ケイ）
モンスター大幹部第13位だったが、ヤブサメによって黒船を葬った功績で第2位となる。通称「機械王ダイダロス」。
その正体は超人的な計算能力とメカニックの知識を持つボッカの実兄だが、それ故にモンスター軍に目をつけられ、モンスターキングの洗脳によって配下となる。それからはオカマとなっていたが、その天才ぶりはモンスター側についた後も発揮され、離反後はソロモンと双璧をなすモンスターの主格として行動し、メロスの戦士を滅ぼした後は地球の南半球を支配下とする契約を結んでいた。ボッカはある日見た夢が原因で兄はモンスターに食い殺されたと思い込んでいた。
ヤブサメを操ってメロスの戦士達を滅ぼそうとしていたが、ツナギとカルビンの連携によって洗脳を解かれ、ボッカ達に協力する。その後のヤブサメによってメロスの戦士に覚醒、ミサイルに戦士の力を付加してココに攻撃を仕掛け、圧倒的な力で暴れ回っていたココに手傷を負わせた。ココに寄れば自身に傷を与えられたのはケイが初めてらしい。
ロード＝ポリス
元々はメデューサの側近だったが、後にホルに付き従うモンスター。
黒いマントに特徴的なとんがり頭、葉巻を咥えた男性の姿をしており、その性格もまた、礼儀と忠義を重んじる紳士そのものである。胸には大きなシャッターがあり、そこから多種の道路標識を覗かせ、それを見た者全てにその標識通りの行動をさせる能力を持つ。物も入れられるようだ。
生前はココの国の貴族であり、タロスの才能を見出して簡単な仕事と引き換えに奨学金を出して援助していた。
その物静かながらも情熱的な言動、そしてボッカを逃す為にその身を犠牲にするという劇的な最期故に多くのファンが存在している。最終巻に記載された「おとなランチ出張版」の「キャラクターうらばなし」では、他のキャラクターと異なり、作者はこのキャラクターについては全て作中で語ったと簡潔に記している。

### その他
忘却の旋律
メロスの戦士のみに見える少女の幻。詳しくは用語参照。
園田エル（そのだ エル）
ボッカのクラスメート。ヤブサメ起動後はメロスの戦士として目覚める。
杉平健一（すぎだいら けんいち）
TVドラマ「大暴れ将軍」の将軍役をしている役者。普段から時代劇口調で喋っている。必殺技は大江戸ドライバー。ヤブサメ起動後はメロスの戦士として目覚める。
黒い髪の少女
作中での名称不明。ボッカを師匠と呼ぶメロスの戦士。最終回、10年越しの約束を果たすため再び宇宙に上がるボッカに黒船のサングラスを託される。

## アニメ

### あらすじ
普通の学生であるボッカ・セレナーデは、近所の橋の下に住み着いていたツナギじいさんこと武蔵野三郎の住処で黒船・バラードに出会う。黒船はモンスターのホルを追ってこの街に現れたメロスの戦士であった。また、同じくして黒船を慕って追いかけてきた月之森小夜子とも出会う。一方、街に現れたホルはボッカのガールフレンドであるエルを喰らうために彼女を拉致し、そこで黒船との戦闘となる。そして、そこに居合わせたボッカは、二人の闘いの最中にメロスの戦士として覚醒することになる。
ホルを追い払った後、ボッカはメロスの戦士としてモンスターと戦うことを決意し、とりあえず黒船の後を追うことにして小夜子とともに街を離れる。そして彼らは行く先々でモンスターやモンスターユニオンのエージェント（モンスターに忠誠を誓うことで人々を支配する人間）達との闘いを繰り広げていくことになる。

### メロスの戦士
本作におけるメロスの戦士の定義は、普通の人間は見ただけで人形や石にされてしまうモンスターに対抗しうる力を有する人間であり
- 体のどこかに戦士の証である聖痕がある
- アイバーマシンを用いる
- 弓を武器にする
- 「鳴り響け○○（一人称）のメロス」と叫びつつ、聖痕に矢をこすりつけた後でポーカーの役に等しい名前の必殺技を放つ

（女性の戦士は聖痕に矢をこすりつけるところで恍惚とした表情を浮かべるため、ボッカが見ている場合は赤面するカットが入る）
という共通点がある。ボッカ以外の戦士が「忘却の旋律」の少女の姿を見た事があるのかは明確になっていない（7話で遠音の横に「忘却の旋律」が姿を見せるシーンもあるが遠音は全く反応していない）。
また劇中、メロスの戦士を敵視しているのは主にモンスターユニオンのエージェントであり、モンスター自身は4話でボッカと出会ったメデューサはからかっただけで立ち去り、24話でボッカが攻撃したパンもすぐに撤退するなど積極的にメロスの戦士と戦おうとしているわけではない。

### モンスターユニオン
本作におけるメロスの戦士が主に戦う敵である。
モンスターに忠誠を誓った人間の総称で、合い言葉は「ビバ！モンスターユニオン！」。
その中でモンスターの代理人（エージェント）として人々を支配しているものを「モンスターユニオンのエージェント」と呼称する。エージェントとしてのコードネームは「（カタカナ語）＋（ひらがなの動物名）」であり、場違いに思えるほどコミカルな仮面で顔を隠している事が多い。
エージェントは体にモンスターを象徴する「菱形の目のような紋章」を刻み込まれるが、それには戦士の聖痕のような特別な力があるわけではない。その一方でロボット怪獣を与えられ、それを用いてメロスの戦士と戦う。
ロボット怪獣は多くの場合、コードネームの動物名に等しい外見だが、無関係な場合（例えばミリオネアびーばーはビーバーではなくネズミ型のロボット)もある。
ただしエージェントも表立って支配するわけではなく、多くの場合は他の人間をお飾りとして裏からその地を支配している。このためボッカがエージェントと気付かずに接触し、後で正体に気付いて驚く事もしばしばある。
またエージェントがメロスの戦士と戦って敗れた場合、白夜岬編のようにモンスターが与えた恩恵が取り上げられる場合はあるが、失敗したエージェントに対しモンスターが怒りを示したり、粛清したりすることも無くモンスターからは純粋に「ただの駒」扱いである。

### 舞台設定
この作品の特異な部分として舞台設定がある。
「20世紀戦争に人間が敗れ世界はモンスターに支配された」事が忘却の旋律によるナレーションで繰り返されるが、劇中モンスターは政治的な活動は行わず、ただ子供の生け贄を「税」として要求するだけであり、その一方では自然環境や国家間戦争がモンスターにより管理されているらしい。
そして一般市民の普段の生活は現代の人間と変わらず、子供がモンスターの生け贄になっていることにさえ目をつぶれば平穏な生活を送る事が可能であり、そのためほとんどの人間はモンスターの支配を黙認し、むしろ積極的に支持してモンスターに取り入ろうとする人間も多い。劇中、戦士以外の人間がモンスターの力に触れると石や人形になってしまうのは、モンスターが「社会の不条理」をカリカチュアした存在であり「一般人は社会の不条理を前にすれば石や人形も同じ」ということを暗喩している。なおモンスターは20世紀戦争の始めには無差別に力を振るって多くの人間を石や人形に変えていたが、そうするとモンスターに対抗しうる戦士も増えてしまう事から力を抑えるようになったと劇中説明されており、作品世界ではその力を振るうのは機嫌を損ねた時か「食事」を見てしまった場合（1話）である。
このため劇中、ボッカ達の戦闘は主にモンスターユニオンのエージェントとそれが駆るロボット怪獣との間で行われ、本来の敵である筈のモンスターとの直接戦闘は少ない。また倒された事が明示されているモンスターは一体もいないなど特異な演出がなされている。
従ってメロスの戦士が戦っているのは、表面的にはモンスターやモンスターユニオンのエージェントであるが、実際には「社会の構造そのもの」となる。故に劇中ではボッカ達の戦いに支持はほとんど無く、一般人の反応は白夜岬編のように厄介者扱いか、第9話の老人のように戦士を「社会に受け入れられなかった負け犬が格好をつけているだけ」と蔑むものである。
ただし警察などの官憲がメロスの戦士を取り締まるような描写もなく、モンスターと関係の無い人間はほぼ戦士の存在を無視している。

### 主な登場人物
- ボッカ・セレナーデ - 桑島法子

一人称「ぼく」　聖痕の位置：左上腕　必殺技「フラッシュ」　最初の弓は第9話でヒカリに壊され、第10話以降はエラン・ヴィタールのハンドルが分離・変形した弓を用いるようになる。その弓による「フラッシュ」を放つ時は無数のアイバーマシンがボッカの左右に向かい合って並びその口が点滅する列の間から撃つようになるが、効果が変わっているかは不明。
- 月之森小夜子 - 浅野真澄
- エラン・ヴィタール - 下野紘
- 黒船・バラード - 宮本充 ボッカが最初に会ったメロスの戦士。

一人称「俺」　聖痕の位置：左下腕　必殺技「フラッシュ」　弓ではなくボウガンを用いる。
- 忘却の旋律 - 能登麻美子
- ツナギじいさん（武蔵野三郎） - 松岡文雄
- エル（園田エル） - 中原麻衣 市長の一人娘の眼鏡っ娘。ホルに狙われる。
- 市長 - 沢木郁也

ホルが黒船との戦いの力を得るため、娘のエルを狙った事でホルを裏切って黒船に協力を求める。だが24話のエピローグでは数年後にまた女の子をパンの生け贄に捧げようとしており、あくまでも「自分の娘」を捧げるのを拒絶しただけである。
- カオン - 大浦冬華

24話のエピローグでボッカと同じ学校で同じ担任から「出来損ない」扱いされていたが、生け贄にされかかった女の子を助けようとパンに立ち向かった少年。「メロスの戦士」に憧れている。
- ピー - 小坂あきら
- 遠音・レクイエム - 小林沙苗

一人称「あたし」　聖痕の位置：右内太もも　必殺技「ストレートフラッシュ」
- スカイブルー - 保志総一朗
- ココ・ニンナナンナ - 田村ゆかり 武装演劇集団であるチェンタウロのマスコットガール的存在

一人称「わたし」　聖痕の位置：右頬（技を放つ時のみ浮かび上がる）　必殺技「フォーカード」　彼女のみ技を放つ前に矢にキスをするカットが入る。　
- クロン - 浪川大輔
- ヒカリ - 宮崎一成
- ニック - 原沢勝広

この三人の正体はユニコーンシリーズのアイバーマシンである。
- ソロ/モンスターキング - サエキトモ
- アルコトナイコトインコ - 原沢勝広 作中ではソロの腹話術という設定。
- 担任 - 二又一成  モンスターユニオンの構成員になろうとして、エルをホルへの人身御供にしようとするが相手にされなかった。

モンスター
- ホル（ミノタウロス） - 森久保祥太郎 税として子供を喰らう美形のモンスター。4年に一度の納税の約束を無視してエルを喰らおうとする。
- たまころがし（ヘカテー） - 小菅真美 ナイスバディの少女を喰らう美女モンスター。ボーリングの玉を転がすと地面に脱出不可能な穴が発生する。
- 赤い髪の少女（メデューサ） - 斉藤梨絵
- 笛吹き少年（パン） - 松元惠

モンスターユニオンエージェント
- ミッドナイトひよこ/浜崎けい子 - 天野由梨  老舗温泉旅館の跡取り娘。街の温泉がインチキだとばれて以降、客足が途絶えた街の為に朝日が昇らない能力を授かり、モンスター相手の商売で温泉街を復興させる。跡取り娘としての重圧と責任感から妹のキュウちゃん(植田佳奈) に対して保護者として振舞うが、彼女に理解される事は無かった。
- ミリオネアびーばー/金谷みり - 久川綾 優雅なセレブ風の美女。子供達の涙を貯蔵するダムの管理をしている。大富豪の裕福でない家の出身で金銭に強い執着がある。
- ハッスルもんきー/橋本マサル - 真殿光昭 海上プラント工場長。表向きは大型機械の生産工場だが、実は猿人を利用して宇宙要塞を復活させようとする。二人の元妻は猿人にされてしまう。
- ディスカウントうりぼう/猪村ぼたん- 鷹森淑乃 表情は平凡な女性だが、最もロボット怪獣の格闘能力が高いモンスターエージェント。
- グローバルやまねこ/本名不明- 置鮎龍太郎 能力を持った軍人風の男。グローバルノイズキャノンというアイバーマシン封じの兵器を搭載しているがボッカには通用せず、あっさりと倒されてしまう。
- ラッキーさらぶれっど/鹿川秀馬- 松本保典 小夜子の実の兄。幼いころから俊才で両親からも偏愛された為、小夜子に強い差別意識を持って育った。自分が世界一幸運で優れた人間だと信じているが、組織内では信頼されていなかった。
- エレクトリップしーぷ/安藤ヨウスイ - 小林由美子  少年の姿をしたモンスターエージェント。電気を喰らい太るロボット怪獣を操る。
- チャイルドどらごん/本名不明 - 山口健  モンスターエージェントのリーダー。漂々とした喋り方をするが、地上に集結したメロス同盟を壊滅するサイレント作戦を成功に導く。
- フライングばにー/翔野ミト - 白鳥由里  バニー姿のモンスターエージェント。

### スタッフ
- 原作 - GJK（GAINAX、J.C.STAFF、KADOKAWA）
- 監督 - 錦織博
- 監督補 - 大畑清隆
- シリーズ構成・脚本 - 榎戸洋司
- キャラクターデザイン - 長谷川眞也
- モンスターデザイン - 出渕裕
- メカニックデザイン - 吉成曜、宮尾佳和
- アイバーマシンコンセプト - 貞本義行
- コンセプトデザイン - 片倉真二
- キャラクター総作画監督 - 和田崇
- 美術監督 - 小林七郎
- 色彩設計 - 店橋真弓
- 撮影監督 - 福世晋吾
- 編集 - 西山茂
- 音響監督 - 鶴岡陽太
- 音楽 - 桑野聖、周防義和
- プロデューサー - 立崎孝史、早川均、佐藤裕紀、松倉友二、神宮司剛史
- アニメーション制作 - J.C.STAFF
- 製作 - 忘却の旋律プロジェクト（角川書店、ケンメディア、GAINAX、J.C.STAFF、TBS）

### 主題歌
オープニングテーマ「Will」
作詞 - 酒井ミキオ / 作曲 - 山崎ますみ / 編曲 - Jun Yamazaki、鈴木daichi秀行 / 歌 - lisa
エンディングテーマ「てのひらの光」
作詞 - 山口みなこ / 作曲 - 松浦みつを / 編曲 - みなを、岡田徹 / 歌 - みなを
- 最終回（第24話）はEDなし。

### 各話リスト
最終回（第24話）を除いては全て第○部が入る（全8部）。
| 話数 | サブタイトル         | サブタイトル         | 絵コンテ | 演出             | 作画監督                                     | メカ作画監督        |
| ---- | -------------------- | -------------------- | -------- | ---------------- | -------------------------------------------- | ------------------- |
| 1    | 第1部                | メロスの戦士         | 錦織博   | 三芳宏之         | 和田崇                                       | 加藤洋人            |
| 2    | 第1部                | 長い放課後のはじまり | 錦織博   | 高田耕一         | 佐野英敏、小澤郁 中矢雅樹、高石カズミ 和田崇 | 加藤洋人            |
| 3    | 第2部 白夜岬編       | 白夜岬               | 大畑清隆 | 山田一夫         | 中矢雅樹、桝田邦章 高石カズミ                | 加藤洋人            |
| 4    | 第2部 白夜岬編       | モンスターユニオン   | 大畑清隆 | 松本よしひさ     | 赤尾良太郎、中矢雅樹 桝田邦章                | 高石カズミ          |
| 5    | 第2部 白夜岬編       | 君に届く声           | 大畑清隆 | 高島大輔         | 大木良一 矢上孝一                            | 高石カズミ          |
| 6    | 第3部 鼠講谷編       | 鼠講谷               | 増井壮一 | 桜美かつし       | 小澤郁 本村晃一                              | 高石カズミ          |
| 7    | 第3部 鼠講谷編       | 鳴弦                 | 増井壮一 | 土屋日           | 田中正弥                                     | 高石カズミ          |
| 8    | 第3部 鼠講谷編       | すでに択ばれた遠い道 | 増井壮一 | 西村博昭         | 大河原晴男                                   | -                   |
| 9    | 第4部 猿人湾編       | 猿人湾               | 宮尾佳和 | 三芳宏之         | 中矢雅樹 桝田邦章                            | 菊池聡延 高石カズミ |
| 10   | 第4部 猿人湾編       | ユニコーンシリーズ   | 宮尾佳和 | 浅見松雄         | 赤尾良太郎、矢上孝一 桝田邦章                | 高石カズミ          |
| 11   | 第4部 猿人湾編       | 君がまだ知らない歌   | 宮尾佳和 | 錦織博           | 本村晃一、中矢雅樹 桝田邦章、和田崇          | 高石カズミ          |
| 12   | 第5部 迷宮島編       | 迷宮島               | 増井壮一 | 桜美かつし       | 小澤郁                                       | 高石カズミ          |
| 13   | 第5部 迷宮島編       | 黒船                 | 増井壮一 | まつもとよしひさ | 佐野英敏                                     | 高石カズミ          |
| 14   | 第5部 迷宮島編       | 出口という名の入り口 | 増井壮一 | 小川浩司         | 桝田邦章、矢上孝一 赤尾良太郎                | -                   |
| 15   | 第6部 幸運河編       | 幸運河               | 福田道生 | 高島大輔         | 松下清志                                     | 梶谷光春 高石カズミ |
| 16   | 第6部 幸運河編       | 小夜子               | 福田道生 | 高田耕一         | 大塚舞                                       | -                   |
| 17   | 第6部 幸運河編       | 天使でなくても持つ翼 | 福田道生 | 浅見松雄         | 赤尾良太郎 コヤタマサヒサ                    | -                   |
| 18   | 第7部 東京駅編       | 東京駅               | 橘秀樹   | 三芳宏之 錦織博  | 本村晃一                                     | 梶谷光春            |
| 19   | 第7部 東京駅編       | 二十世紀戦争         | 橘秀樹   | まつもとよしひさ | 佐野英敏                                     | -                   |
| 20   | 第7部 東京駅編       | 太陽が君を呼んでいる | 橘秀樹   | 橘秀樹           | 中山由美                                     | -                   |
| 21   | 第8部 圏外圏編       | 圏外圏               | 大畑清隆 | 高田耕一         | 本村晃一                                     | 梶谷光春 高石カズミ |
| 22   | 第8部 圏外圏編       | ミトラノーム         | 大畑清隆 | まつもとよしひさ | 亀井治                                       | 梶谷光春 高石カズミ |
| 23   | 第8部 圏外圏編       | 世界を貫く矢のように | 大畑清隆 | 大畑清隆         | 加藤裕美 和田崇                              | 梶谷光春 高石カズミ |
| 24   | それでも旅立つ君の朝 | それでも旅立つ君の朝 | 錦織博   | 錦織博           | 長谷川眞也                                   | 梶谷光春            |